# Pseudosymmorphus adnexus
Pseudosymmorphus adnexus är en stekelart som först beskrevs av Gusenleitner 1969.  Pseudosymmorphus adnexus ingår i släktet Pseudosymmorphus och familjen Eumenidae. Inga underarter finns listade i Catalogue of Life.